# Wickepin
Wickepin es un pueblo en la región Wheatbelt de Australia Occidental, 214 km al sudeste de Perth y 38 kilómetros al este de Narrogin.

## Historia
El nombre de Wickepin es de origen aborigen, fue usado por primera vez en 1881, pero su significado es desconocido. Hasta 1908, el área era a veces conocida como Yarling, el nombre de un manantial del área (el Manantial Yarling se encuentra 8 km al oeste del pueblo). El área fue arrendada a principios de los años 1870, pero empezó a crecer luego de la construcción del Great Southern Railway en 1889. La tierra fue abierta por el Gobierno Estatal en 1893, y para 1906 se comenzó a desarrollar un pueblo.
En 1908, fueron anunciados planes para extender la línea ferroviaria desde Narrogin hacia Wickepin, y el pueblo fue anunciado en junio de ese mismo año. Siete meses después, el Road Board (luego Concejo de Condado) fue constituido y la línea ferroviaria comenzó sus operaciones. En los años previos a la Primera Guerra Mundial Wickepin fue un importante centro de servicios, contando con tres bancos, herreros y otros negocios como oficinas postales y edificios ferroviarios. Albert Facey, veterano de Galípoli y autor de A Fortunate Life, vivió al sur del pueblo desde 1922 hasta 1934 con su familia.
Desde 1917 hasta 1964, Wickepin albergó un espectáculo agrícola en octubre de cada año.

## Actualidad
Wickepin es un pueblo de servicios para el circundante distrito agrícola, y contiene instalaciones de recreación, edificios históricos de su período de auge en las décadas de 1910 y 1920, un telecentro, biblioteca pública y parque de carretas. La casa de Albert Facey fue trasladada a la calle principal de Wickepin en el año 2000 y está abierta a las visitas. Wickepin tiene una escuela primaria, abierto por primera vez en 1911, con los estudiantes de secundaria viajando en un ómnibus escolar hacia Narrogin.